# Karneval in Barranquilla
Der Karneval in Barranquilla (span.: Carnaval de Barranquilla) gehört zu den größten Festen Barranquillas und mit zu den größten Veranstaltungen weltweit. Der Karneval findet jährlich im Februar oder März vom Samstag vor der Fastenzeit bis zum Aschermittwoch statt und wird von über einer Million Menschen besucht. Der Karneval ist mit zahlreichen anderen Festen wie beispielsweise den Verbenas (den Sommernachtsfesten) und anderen Festen im Jahreszyklus verbunden.
Im Karneval in Barranquilla stellen sich die Volkskultur und das Brauchtum der kolumbianischen Karibikküste und die regionale Folklore dar, die sich in Musik und Tanz ausdrücken. Vom Journalisten Marcos Pérez Caicedo (* 20. Oktober 1921, Calemar, Bolívar, Kolumbien, † 4. Juli 1997 in Miami, Florida, USA) entstammte der berühmte Ausspruch:

„«¡Se murió Pindanga, qué luto ni qué carajo, que viva el carnaval!».
– Pindanga ist tot, welche Trauer, verdammt, es lebe der Karneval!“

Aufgrund seines Facettenreichtums und seiner großen kulturellen Bedeutung gehört der Karneval in Barranquilla zum „Patrimonio Cultural de la Nación“ (Nationalen Kulturerbe). Vom kolumbianischen Nationalkongress wurde der Karneval in Barranquilla am 26. November 2001 zum „Obra Maestra del Patrimonio Oral e Intangible de la Humanidad“ (Meisterwerk des mündlichen und immateriellen Erbes der Menschheit) erklärt und 2008 in die UNESCO-Liste des immateriellen Kulturerbes der Menschheit eingetragen.

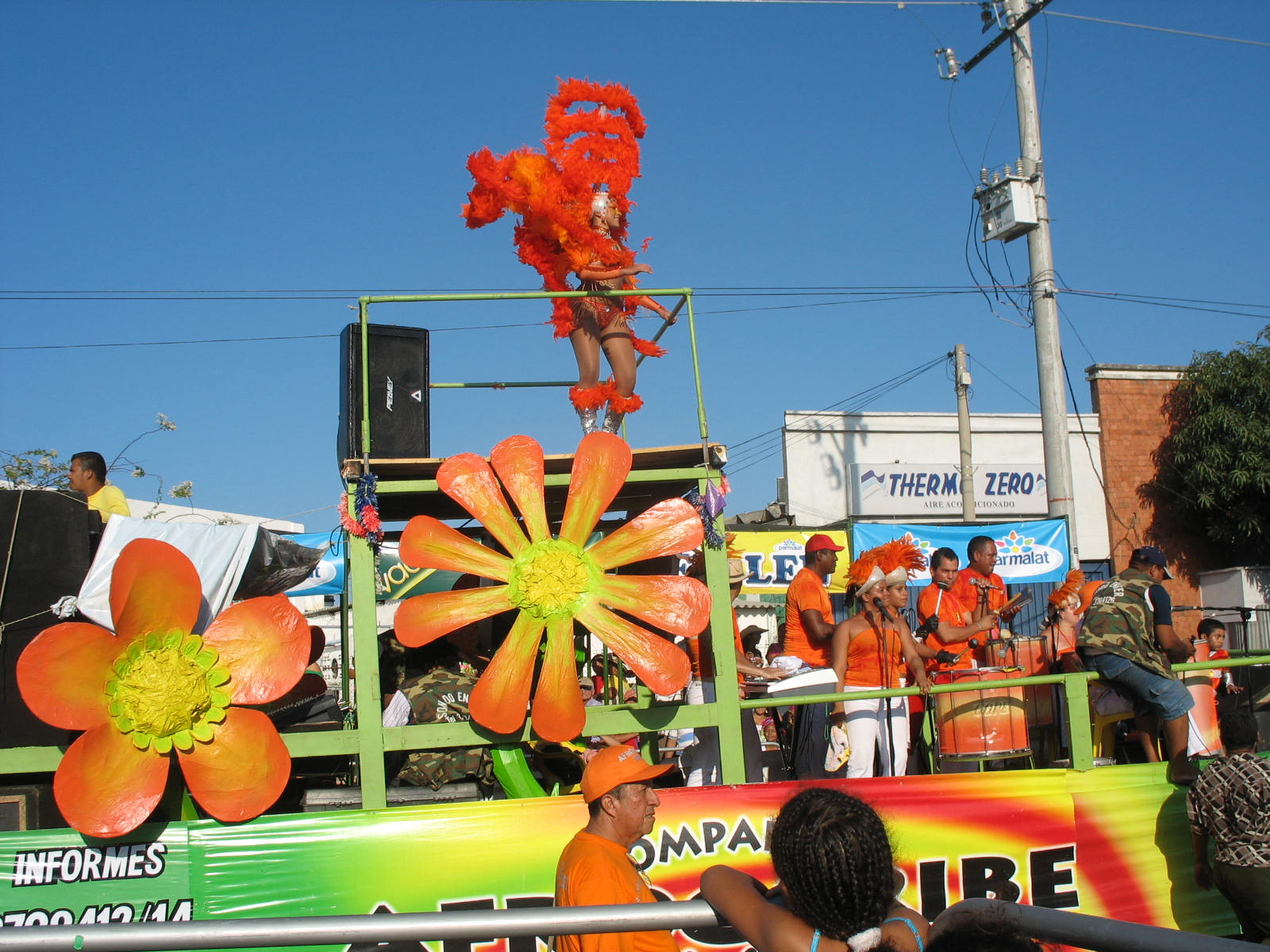
Umzugswagen in der Batalla de Flores

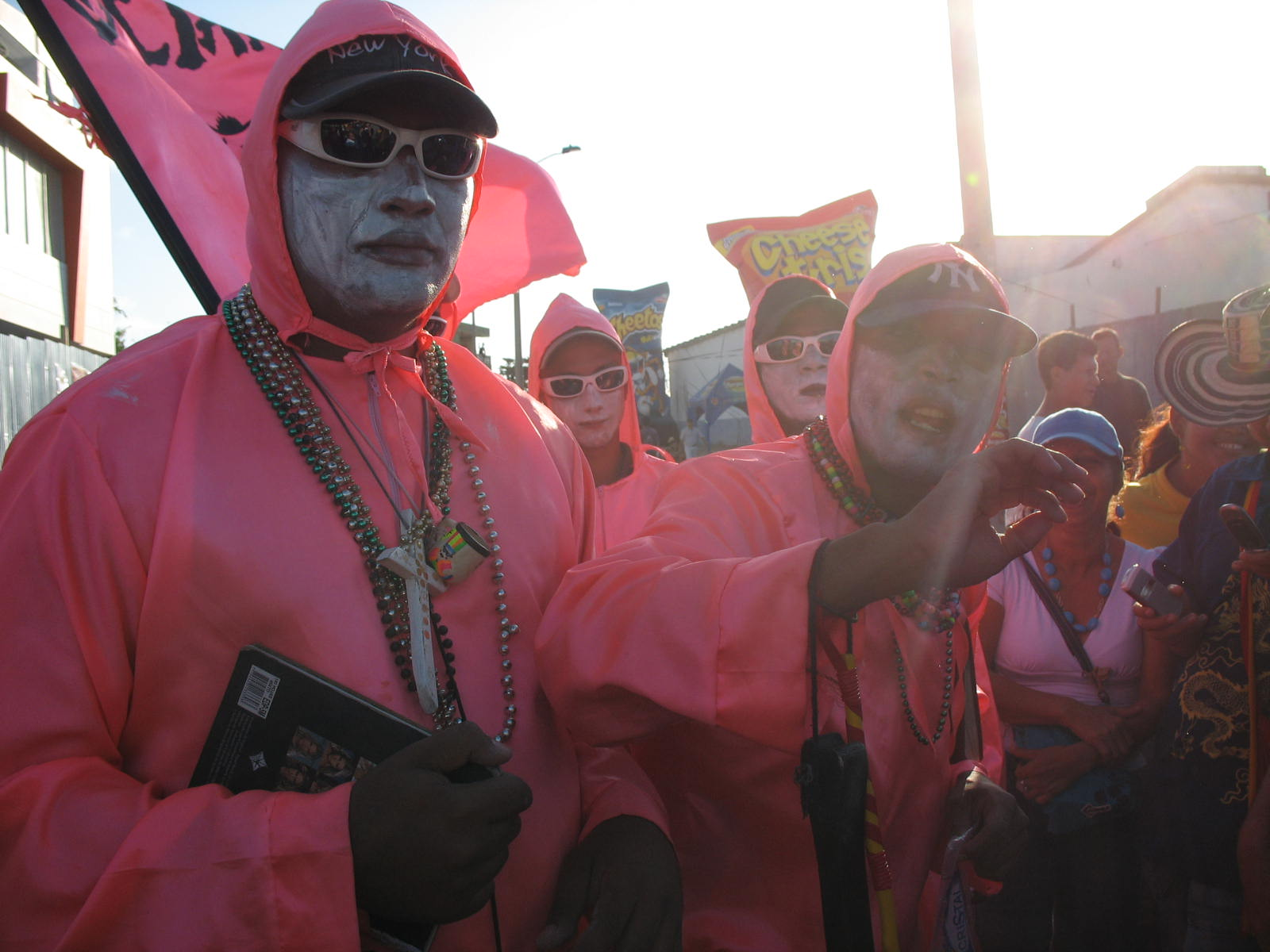
Karnevalslitaneien

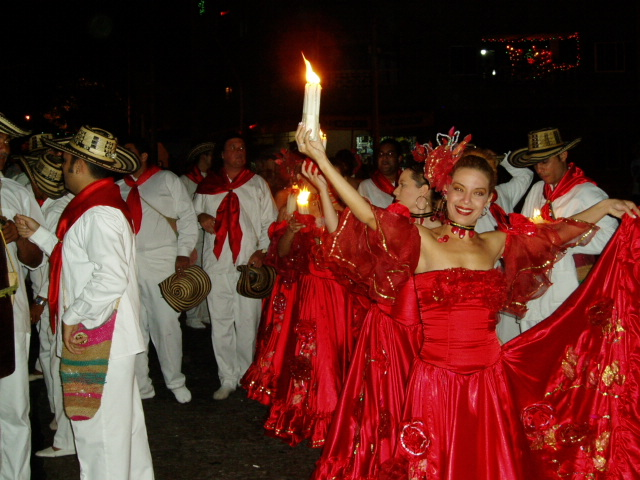
La Pollera Colorá

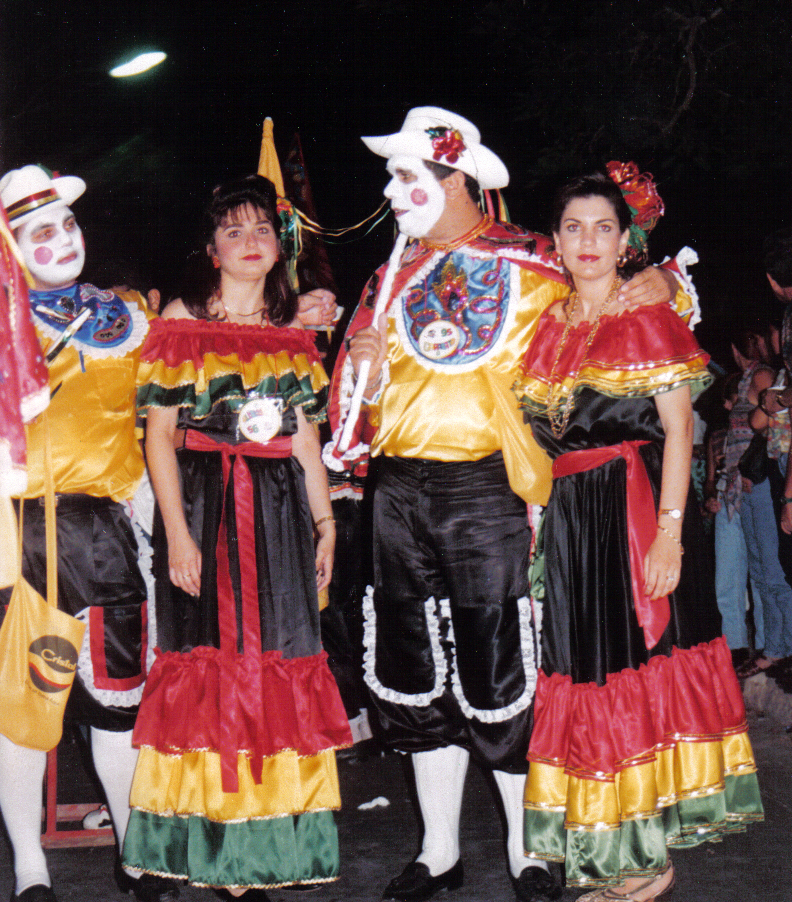
Garabato-Tanz

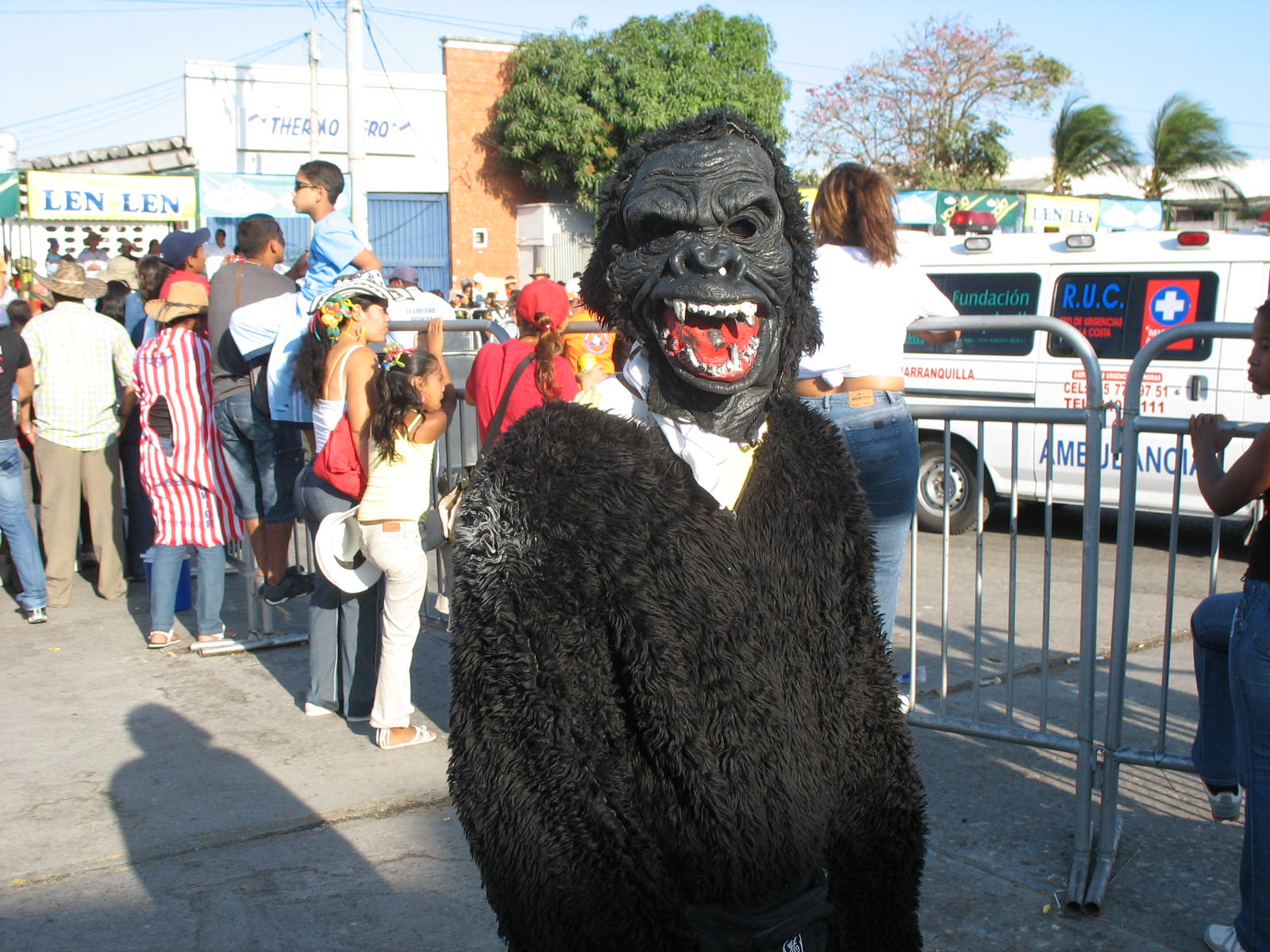
Gorillakostüm während des Barranquilla-Karnevals

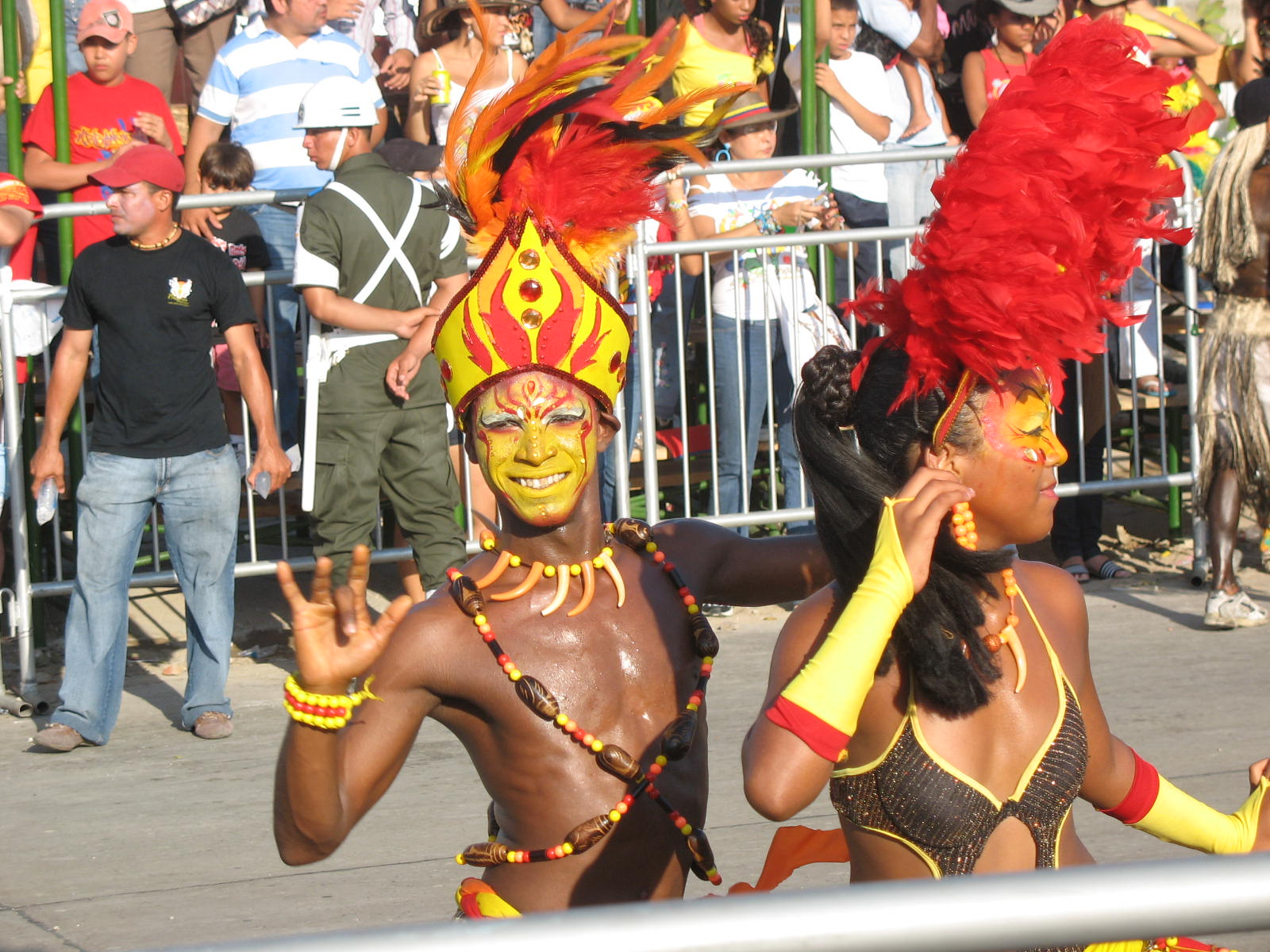
Tänzer auf dem Straßenkarneval

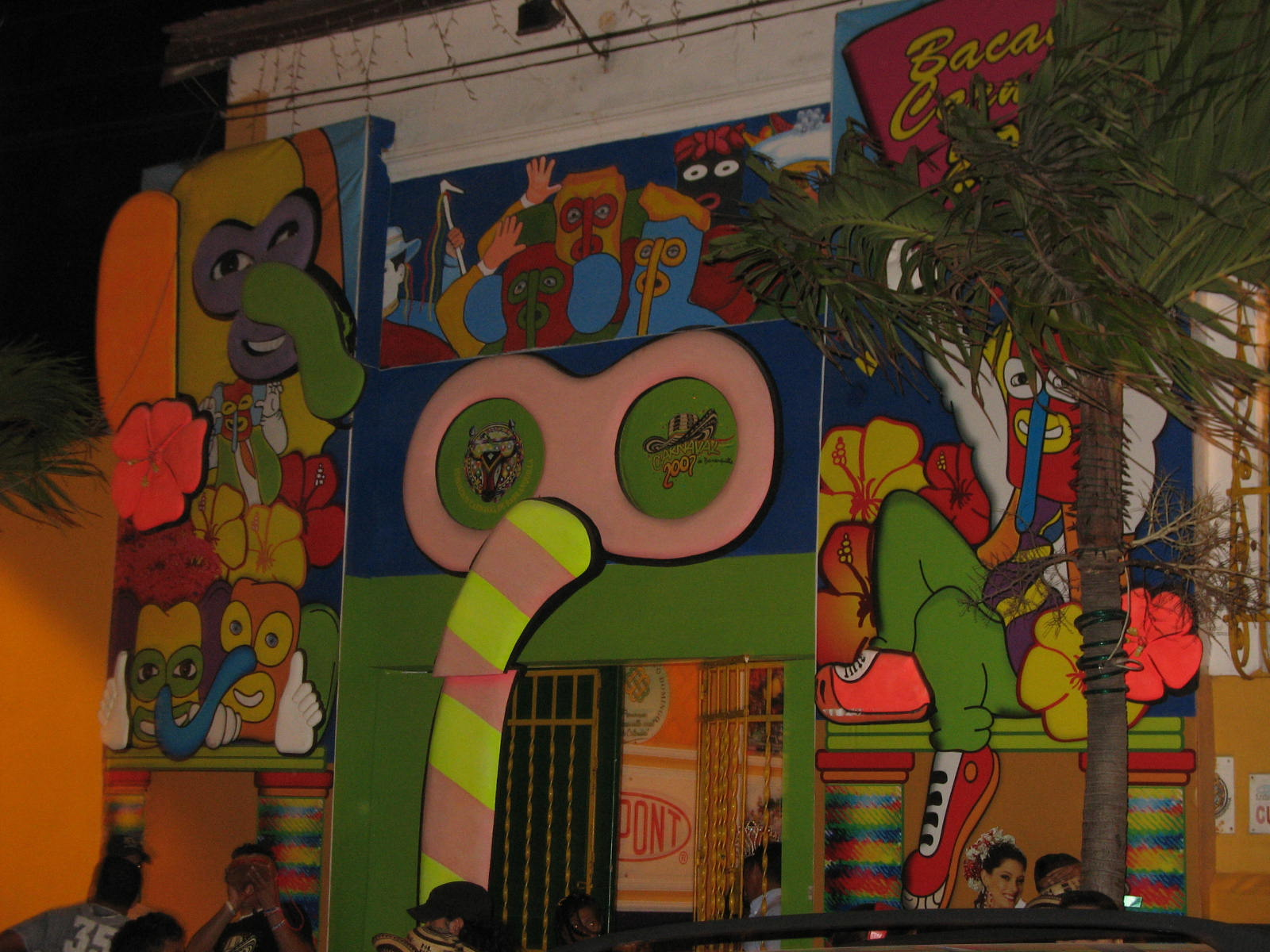
Karnevalsschmuck auf einem Haus in Barranquilla

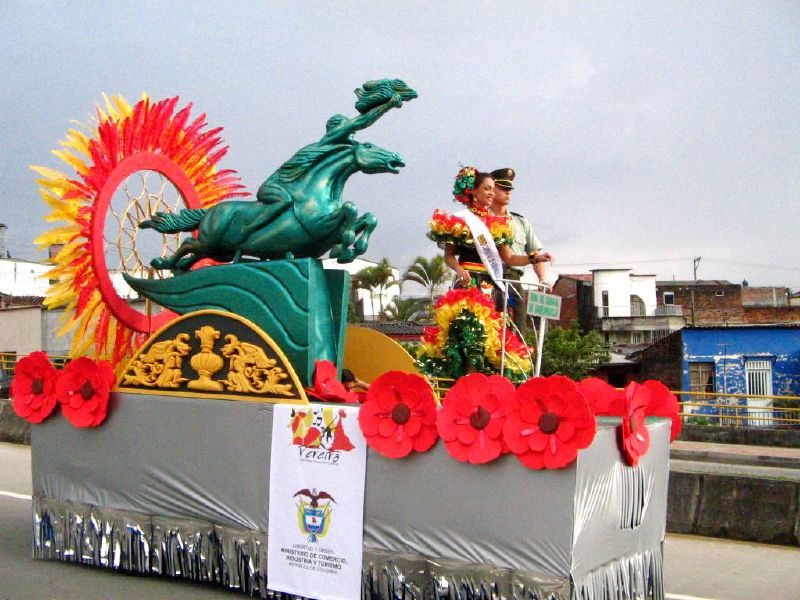
María Isabel Dávila Clavijo, Karnevalskönigin 2006

## Geschichte

### Ursprung und Entwicklung
Der Karneval entstand aus einer Verschmelzung von heidnischen Festen und katholischer Tradition. Während der Karnevalszeit kommt es zu orgiastischen Ausschweifungen, bis die strenge und enthaltsame Fastenzeit als Zeit des Fastens und des Büßens folgt. Während der Karnevalsfeierlichkeiten erleben viele verkleidete Menschen eine Art der Enthemmung.
Typische kolumbianische Motive sind Typbilder von afrikanischen Sklaven, Dickköpfen, Geistesgestörten, Muñecotas (übergroße Puppen aus Pappmaché), Superhelden, mythologische Gestalten und Verbildlichungen des Todes.
Für Barranquilla typisch sind Tierfiguren wie Stier, Tiger und Bär, daneben noch eine Vielzahl anderer. Viele Kostüme spielen auf aktuelle politische und soziale Entwicklungen an, werden satirisch verklärt, in Parodien verarbeitet und wecken jedes Jahr große Erwartungen bei den Zuschauern.

### Chronik
- 1888 wurde die Figur des Rey Momo (so die Bezeichnung des Karnevalskönigs in Lateinamerika) erfunden, als männlichen Gegenpart zur Karnevalskönigin (span.: Reina del Carnaval).
- 1903 entstand die Batalla de Flores (span.: Blumenschlacht), um das Ende des 1000-Tage-Krieges in Kolumbien zu feiern.
- 1918 wurde Alicia Lafaurie Roncalli zur ersten und zunächst einzigen Karnevalskönigin gewählt.
- 1923 wurde die Wahl der Königin auf Dauer ins Programm aufgenommen.
- 1967 wurde die Gran Parada eingeführt, der Aufmarsch von folkloristischen Tänzergruppen am zweiten Tag des Karnevals.
- 1969 kam das Festival de Orquestas hinzu: ein Wettbewerb zwischen Musikgruppen, dessen Sieger mit dem Congo de Oro (Goldener Congo) ausgezeichnet wird (benannt nach dem Congo, einem afroamerikanischen Tanz).
- 1974 wurde auf Betreiben von Esthercita Forero, einer Sängerin und Komponistin aus Barranquilla, die Guacherna wiederbelebt, eine vergessene Tradition des Straßenkarnevals, welche in den Stadtvierteln mit Straßenumzügen, Cumbiambas (Cumbia-Tänzen) und Trommelmusik abgehalten wird.
- 2001 erklärte das kolumbianische Parlament den Karneval in Barranquilla zum „Nationalen Kulturerbe“.
- 2003 verlieh die UNESCO dem Karneval von Barranquilla den Titel „Meisterwerk des mündlichen und immateriellen Erbes der Menschheit“.
- 2008 wurde dem Karneval von Barranquilla von der UNESCO der Status eines „immateriellen Kulturerbes der Menschheit“ zuerkannt.

## Programm
Während der Karnevalsfeiertage wird die Stadt von einer großen Zahl von Touristen aus aller Welt besucht, die sich zusammen mit den Barranquilleros (den Einwohnern Barranquillas) dem Tanz, Alkoholgenuss und kollektiven Rausch hingeben. Der Beginn des Karnevals und der neuen Jahreszeit wird von der Eröffnungsfeierlichkeit (Precarnavales) geräuschvoll mit Feuerwerk und Hupen eingeläutet. Es folgt die Lectura del Bando, die symbolische Einnahme der Stadt (Toma de la Ciudad), Krönung der Königin (Coronación de la Reina), Kinderkarneval (Carnaval de los Niños), La Guacherna und andere Aktivitäten.
Offiziell beginnt der Karneval am Karnevalssamstag (Sábado de Carnaval) mit der Batalla de Flores als zentrales Ereignis. Die Batalla de Flores ist ein Straßenumzug auf Wagen, der von der Karnevalskönigin angeführt wird und dem sich zahlreiche folkloristische Tanzgruppen anschließen. Die Batalla de Flores folgt einem festgelegten Straßenmuster.
Der Karnevalssonntag (Domingo de Carnaval) hat seinen Ausgangspunkt ebenso wie die Batalla de Flores und hat die Gran Parada de Tradición mit traditionellen Tanzgruppen zum Inhalt.
Am Rosenmontag findet das Festival de Orquestas statt, welches bis in den frühen Morgen des Dienstags dauert.
Das Ende der Festivitäten am Karnevalsdienstag ist geprägt vom rituellen Begräbnis des Joselito (span.: Der kleine José), einer Figur, die den Barranquilla-Karneval verkörpert. In vielen Stadtteilen wird mit dem Joselito der Karneval symbolisch zu Grabe getragen. Sprichwörtlich wird der „betrunkene Karneval“ (Carnaval enguayabado) beerdigt, um im nächsten Jahr wieder neu zu entstehen. In der letzten Karnevalsnacht werden im Stadtteil Barrio Abajo und an der Plaza de la Paz im sogenannten Encuentro de Letanías (Treffen der Litaneien) satirische und parodistische Verse zitiert. Am Aschermittwoch beginnt dann die Fastenzeit.

## Folklorische Tanzgruppen
Litaneien, Verkleidungen, Tanz und Folkloretanzgruppen sind wichtige Komponenten des Karnevals in Barranquilla. Während des Karnevals werden Tanzdarbietungen typischer Tänze der kolumbianischen Karibikküste zelebriert: Cumbia, afrokolumbianische Tänze wie Puya, Jalao, Chandé, Porro, Bullerengue, El Pajarito (span.: Das Vögelchen), Mapalé, Merecumbé, Guaracha, außerdem Vallenato, Salsa und Merengue. Der vorherrschende Rhythmus ist die Cumbia, bei dem die Frau als „Verführerin“ und der Mann als „galanter Eroberer“ stilisiert werden. Bei afrokolumbianischer Musik wie zum Beispiel dem Mapalé werden die Bewegungen eines Fisches imitiert, Mann und Frau berühren sich dabei rhythmisch am Unterleib und simulieren den Geschlechtsakt.

### Congotanzgruppen (Danzas de Congo)
- El Torito (span.: Der kleine Stier) (von Elías Fontalvo 1878 gegründet)
- Congo Reformado
- El Toro Grande (span.: Der große Stier)
- El Congo Grande (von Joaquín Brache 1876 gegründet)

### Cumbiamba-Tanzgruppen
- La Arenosa
- Cumbiamba la Revoltosa
- El Gallo Giro
- La Candela Viva
- La Pollera Colorá
- La Misma Vaina
- Cumbión de Oro
- La Sabrosa
- El Cañonazo
- Cumbiamba del Carajo
- Cumbiamba Las Cayenas
- La Momposina

### Danzas de Relación
- Los Coyongos
- El Paloteo
- Las Farotas de Talagua
- El Gusano
- Las Pilanderas
- Los Enanos
- Los Gallinazos

### Danzas de Garabato
- Garabato Unilibre
- Danza del Garabato
- El Cipote Garabato
- El Garabato del Norte

### Comparsas
- El Sabor de la Tradición
- Son Caribe
- Pasión Latina
- Ekobios
- Herencia Currambera
- Comparsa Klama
- Los Auténticos Monocucos de Las Nieves
- De Cuanta Vaina
- Torito en Carnaval
- Disfrázate como quieras
- Las Negritas Puloyes de Montecristo
- Afrocaribe
- Son de Mar
- Caribe en Carnaval
- Afrokings
- Monocucos de ANEIAP[4]
- Rumbón Normalista
- Las Marimondas del Barrio Abajo
- La Rebelión de las Marimondas
- Rumberos Caribeños
- Fundacion Cipote Marimonda

Außer den benannten Tanzgruppen treten eine Reihe von bekannten Künstler während des Karnevals von Barranquilla auf, unter ihnen Antonio María Peñaloza, der Komponist der Karnevalshymne Te olvidé (Ich vergaß dich), Joe Arroyo, Juan Piña, Pacho Galán, Adolfo Echeverría, Alfredo Gutiérrez, El Gran Combo de Puerto Rico, Richie Ray, Bobby Cruz, Daddy Yankee, Don Omar, Wilfrido Vargas, Checo Acosta, Juan Luis Guerra, Gilberto Santa Rosa, Rubén Blades und viele andere.

## Figuren und Verkleidungen
Der Karneval in Barranquilla zeichnet sich auch durch die Vielfalt traditioneller Verkleidungen und Kostüme aus. Die bekannteste der Verkleidungen afrikanischen oder karibischen Ursprungs ist die als Spaßmacherin Marimonda (auch Pea Pea genannt). Zu den traditionellen Verkleidungen des Karnevals von Barranquilla gehören ferner der Garabato, der Congo und der Monocuco; letzterer ist europäischen Ursprungs. Andere Kostüme spiegeln komödiantische oder auch Schreckensgestalten wider.

### Karnevalsfiguren
Typische Karnevalsfiguren sind:
- La Reina de Carnaval (die Karnevalskönigin)
- Rey Momo
- Reina Popular (span.: Volkstümliche Königin / Königin des Volkes)
- La Loca (span.: Die Verrückte)
- La Reina Gay (span.: Die Königin der Homosexuellen)
- La negrita Puloy (span.: Die Puloy)
- El Descabezado (span.: Der Geköpfte)
- El Africano (span.: Der Afrikaner)
- María Moñitos (eine verführerisch dargestellte Frau aus einem Fischerdorf am Rio Magdalena)[6]
- Drácula
- Los Cabezones und viele andere.

### Karnevalsköniginnen
- Ana María Donado (1980)
- Silvana González Martelo (1981)
- Mireya Caballero (1982)
- Astrid Buelvas Celín (1983)
- Flavia Santoro (1984)
- Luz Marina Atehortúa (1985)
- Silvia Tcherassi (1986)
- Maribel Fernández De Castro (1987)
- Margarita Gerlein (1988)
- Laura Char (1989)

- María José Vengoechea Devis (1990)
- Liliana Gerlein Villa (1991)
- Brigitte Abuchaibe (1992)
- Claudia Dangond Lacouture (1993)
- Danitza Abuchaibe Costa (1994)
- Katia Nule Marino (1995)
- María Cecilia Donado García (1996)
- María Alicia Gerlein Arana (1997)
- Liliana Hoyos Sánchez (1998)
- Julia Carolina de la Rosa Valiente (1999)

- Claudia Patricia Guzmán Certain (2000)
- Ilse Margarita Cuello Gieseken (2001)
- María Gabriela Diago García (2002)
- Margarita Lora Gerlein (2003)
- Olga Lucía Rodríguez Pérez (2004)
- Kathy Flesch Guinovart (2005)
- María Isabel Dávila Clavijo (2006)
- Daniella Donado Visbal (2007)
- Angie De la Cruz Yepes (2008)
- Marianna Schlegel Donado (2009)

- Giselle Marie Lacouture Paccini (2010)
- Marcela Dávila Márquez (2011)
- Andrea Jaramillo Char (2012)
- Daniela Cepeda Tarud (2013)
- María Margarita Diazgranados (2014)